# Киршенбаум, Джефф
Джефф Киршенбаум — американский кинопродюсер и член Гильдии продюсеров Америки. Он известен сотрудничеством с Джо Ротом.

## Фильмография

### Фильмы
| Год  | Фильм                                       | Примечания                            |
| ---- | ------------------------------------------- | ------------------------------------- |
| 2017 | «Три икса: Мировое господство»              |                                       |
| 2019 | «Малефисента: Владычица тьмы»               | Исполнительный продюсер               |
| 2020 | «Удивительное путешествие доктора Дулиттла» |                                       |
| 2021 | «Соединённые Штаты против Билли Холидей»    |                                       |
| 2021 | «Форсаж 9»                                  |                                       |
| 2022 | «Прорваться в НБА»                          |                                       |
| 2022 | «Серый человек»                             |                                       |
| 2022 | «Школа добра и зла»                         |                                       |
| TBA  | «Empress»                                   |                                       |
| TBA  | «Особо опасен 2»                            | Исполнительный продюсер по разработке |

Разная команда
| Год  | Фильм               | Роль                      |
| ---- | ------------------- | ------------------------- |
| 1999 | «Генеральская дочь» | Ассистент по производству |

### Телевидение
| Год  | Название                  | Роль                                    |
| ---- | ------------------------- | --------------------------------------- |
| 2010 | «Bakugan Battle Brawlers» | Исполнительный директор по производству |
| 2020 | «Заговор против Америки»  | Исполнительный продюсер                 |
| 2021 | «Panic»                   | Исполнительный продюсер                 |